# Sexualité des papes
Vous pouvez aider à l'améliorer ou bien discuter des problèmes sur sa page de discussion.
- Il fait référence à des sources qui ne semblent pas présenter la fiabilité et/ou l'indépendance requises. Vous pouvez aider, soit en recherchant des sources de meilleure qualité pour étayer les informations concernées, soit en attribuant clairement ces informations aux sources qui semblent insuffisantes, ce qui permet de mettre en garde le lecteur sur l'origine de l'information. (Marqué depuis août 2023)
- Il n'est pas vérifiable et peut contenir des informations totalement erronées. Il est fortement conseillé aux contributeurs d'étayer son contenu par des sources fiables. Sans cela, sa suppression pourrait être envisagée. (si vous venez d'apposer le bandeau, veuillez cliquer sur ce lien pour créer la discussion et en afficher les indications). (Marqué depuis août 2023)
- Il ne respecte pas la neutralité de point de vue. Considérez son contenu avec précaution. Il est possible de préciser les sections non neutres en utilisant {{section non neutre}} et de souligner les passages problématiques avec {{passage non neutre}}. (Marqué depuis août 2023)
- Il peut contenir un travail inédit ou des déclarations non vérifiées. Vous pouvez l’améliorer en ajoutant des références. (Marqué depuis août 2023)
- Il semble constituer un « POV fork », c'est à dire une scission de contenu visant à imposer un point de vue en créant un article ou une section séparés. Vous pouvez aider en ajoutant des références. (Marqué depuis août 2023)

- Archive Wikiwix
- Bing
- Cairn
- DuckDuckGo
- E. Universalis
- Gallica
- Google
- G. Books
- G. News
- G. Scholar
- Persée
- Qwant
- (zh) Baidu
- (ru) Yandex
- (wd) trouver des œuvres sur Wikidata

Vous pouvez aider à l'améliorer ou bien discuter des problèmes sur sa page de discussion.
- Son contenu est peut-être sujet à caution et doit absolument être sourcé. Si vous connaissez le sujet traité ici, vous pouvez le retravailler à partir de sources pertinentes en utilisant notamment les notes de bas de page. (Marqué depuis août 2023)
- Il ne s’appuie pas, ou pas assez, sur des sources secondaires ou tertiaires. (Marqué depuis août 2023)
- Il contient une ou plusieurs listes. Le texte gagnerait à être rédigé sous la forme d’un ou plusieurs paragraphes synthétiques, afin d’être plus agréable à lire. (Marqué depuis août 2023)
- Il possède une liste de controverses qui, par leur accumulation excessive, rendent l'article non neutre. Wikipédia n'est pas un catalogue de controverses, ni un lieu pour militer contre un sujet. Modifiez l'article pour rendre ce dernier plus neutre. (Marqué depuis août 2023)
- Les sections « Anecdotes », « Autres détails », « Le saviez-vous ? », « Citations », « Autour de... », etc., peuvent être inopportunes dans les articles. Il convient, si ces faits présentent un intérêt encyclopédique et sont correctement sourcés, de les intégrer dans d’autres sections. (Marqué depuis août 2023)
- La pertinence de son contenu est remise en cause. Considérez-le avec précaution. (Marqué depuis août 2023)
- Il doit être recyclé. La réorganisation et la clarification du contenu sont nécessaires. (Marqué depuis août 2023)

- Archive Wikiwix
- Bing
- Cairn
- DuckDuckGo
- E. Universalis
- Gallica
- Google
- G. Books
- G. News
- G. Scholar
- Persée
- Qwant
- (zh) Baidu
- (ru) Yandex
- (wd) trouver des œuvres sur Wikidata

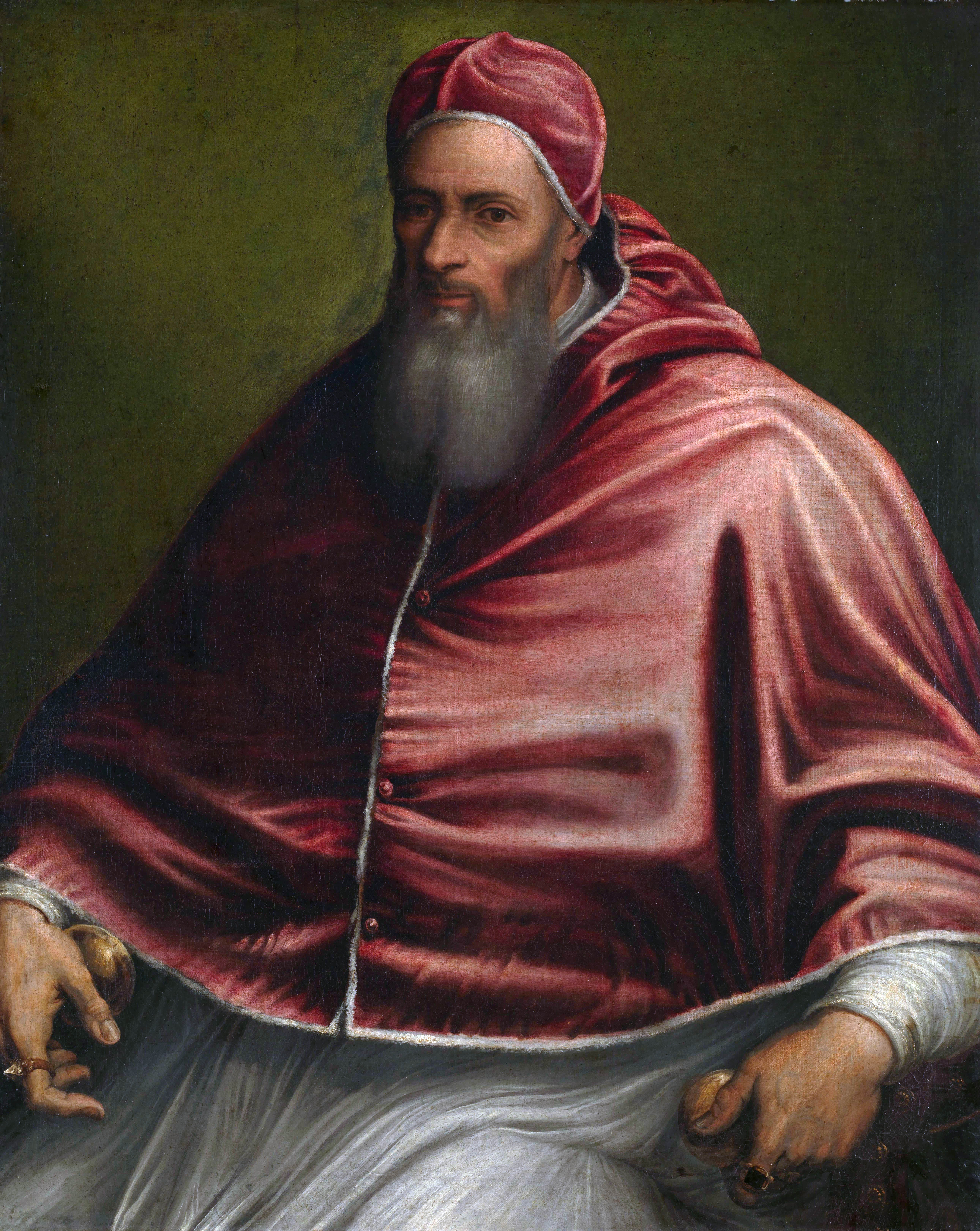
Le pape Jules III (1487-1555), accusé d'avoir eu des relations sexuelles avec le cardinal Innocenzo Ciocchi del Monte par l'ambassadeur de Venise.

La sexualité des papes est un sujet d'étude pour les historiens - bien que le célibat sacerdotal soit la règle dans l’Église catholique.
Plusieurs papes de l’Église catholique romaine auraient eu des activités sexuelles avant ou après leur élection au pontificat, et d'autres étaient formellement mariés. Hormis dans ce dernier cas, de telles relations étaient réalisées sans le sacrement du mariage et contrevenaient à la règle du célibat sacerdotal.
Sur les 267 papes, vingt auraient eu des activités sexuelles, et quelques-uns d'entre eux ont même eu des enfants illégitimes. Certains furent également décrits comme ayant eu des relations homosexuelles ou incestueuses, notamment par des adversaires ou opposants politiques.

## D'après les documents néo testamentaires et les conciles
Durant plusieurs siècles, le célibat des prêtres n'était pas une règle stricte. En vertu des mœurs de l'époque, il ne fait aucun doute que la plupart des Apôtres de Jésus étaient mariés et avaient une famille. Dans le Nouveau Testament (Mc 1:29–31; Mt 8:14–15; Lc 4:38–39; 1 Tim 3:2, 12; Tit 1:6), il apparaît clairement que Pierre était marié, et que les évêques, les prêtres et les diacres de l'Église des premiers siècles l'étaient également. 
Par ailleurs, le fait que la majeure partie des membres du clergé étaient alors mariés est également mentionné dans l'épigraphie, dans les déclarations des Pères de l'Église, dans la législation issue des synodes et dans les décrets de la papauté. Le célibat n'était pas exigé des candidats à l'ordination, mais il existait toutefois dans le christianisme ancien, pratiqué notamment par les premiers moines et les ermites.
Bien que certains conciles locaux aient exigé le célibat du clergé dans certaines régions, ce n'est qu'après le deuxième concile du Latran (1139) que l'Église latine décide de n'accepter comme candidat à l'ordination que les hommes ayant fait vœu de célibat. Les raisons de cette décision ne sont pas claires : d'ordinaire, le célibat était considéré comme un état plus précaire que le mariage, gage de stabilité, mais le mariage des prêtres a parfois posé le problème du legs de biens d'Église à l'épouse ou aux enfants. Par conséquent, bien qu'il s'agisse d'une tradition multi-séculaire, le célibat sacerdotal n'a pas de fondement doctrinal et relève uniquement de la discipline (canonique) de l’Église catholique latine : les Églises catholiques de droit oriental admettent encore aujourd’hui les hommes mariés à l’ordination sacerdotale, mais interdisent à un prêtre célibataire de se marier. Si ce n’était pas un point de discipline, ni les prêtres orientaux, ni  les diacres ne pourraient officier mariés.
En somme, l'Église catholique considère comme célibataire une personne non mariée. Le célibat ne signifie cependant pas abstinence sexuelle, mais il l’entraîne néanmoins, dans la mesure où les relations sexuelles hors mariage sont proscrites.

## Papes mariés avant leur ordination

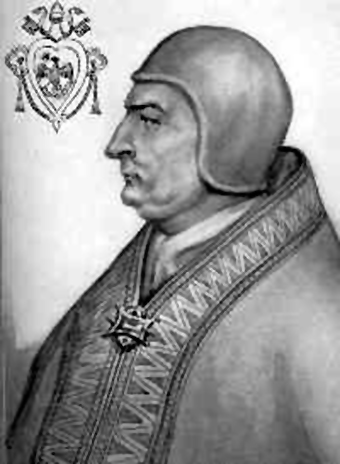
Le pape Clément IV (1265-1268), marié et père de deux filles avant d'entrer dans les ordres.

- Hormisdas (514-523) était marié et veuf avant de devenir prêtre. Il est en outre le père du pape Silvère, dont le pontificat ne dura qu'un an (536-537)[3].
- Adrien II (867-872) était marié à une femme nommée Stéphanie avant de devenir prêtre, et avait une fille[4]. Sa famille résidait avec lui dans le palais du Latran. Sa femme et sa fille furent assassinées par Eleuthérius, frère d'Anastase le Bibliothécaire, responsable de la bibliothèque du Saint-Siège[5].
- Jean XVII (1003) était marié avant son élection au pontificat et avait trois fils, qui devinrent tous prêtres[6].
- Clément IV (1265-1268) était également marié avant de devenir prêtre. Il eut plusieurs enfants et petits-enfants dont la descendance se perpétue à ce jour[Note 1].

## Papes ayant eu une activité sexuelle hors mariage avant leur ordination

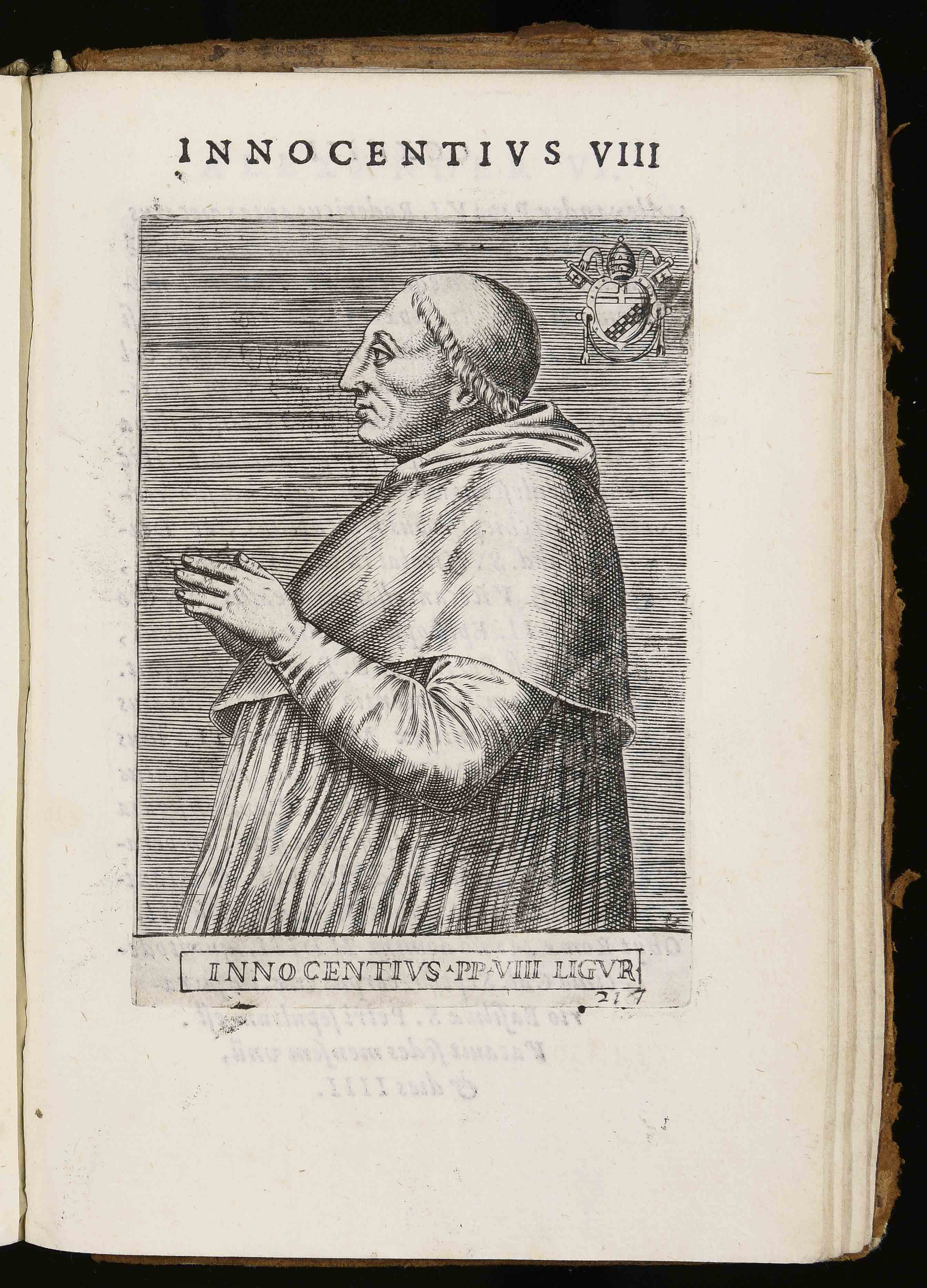
Innocentius VIII

- Pie II (1458-1464) avait au moins deux enfants illégitimes (nés hors mariage), un à Strasbourg et un autre en Écosse, tous deux nés avant son entrée dans les ordres. Pie a tardé à devenir prêtre en raison de la nécessité de faire vœu de chasteté[7].
- Innocent VIII (1484-1492) a eu deux enfants illégitimes durant sa jeunesse, tous deux nés avant son entrée dans le clergé[8]. Le népotisme dont il faisait preuve envers eux a été jugé « aussi somptueux qu'éhonté »[9],[10]. Il maria son fils aîné Franceschetto Cybo à la fille de Laurent de Médicis, qui en échange usa de ses relations pour créer cardinal son fils Giovanni, alors âgé de treize ans. Ce dernier deviendra pape en 1513 sous le nom de Léon X. Son frère Maurizio Cibo est gouverneur de Pérouse, et père du cardinal Lorenzo Cibo[10]. Le prédicateur Jérôme Savonarole fustigea ses ambitions mondaines[11].
- Clément VII (1523-1534) avait un fils illégitime d'une esclave de Nubie avant d'entrer dans les ordres. Selon toute vraisemblance, il s'agirait d'Alexandre de Médicis, duc de Florence[12].

## Papes ayant eu une activité sexuelle après leur ordination
- Pope Julius II d'après RaphaëlJules II (1503-1513) eut trois filles illégitimes, dont l'une était Felice della Rovere, née en 1483, soit vingt ans avant son élection au pontificat, mais vingt ans après sa consécration épiscopale comme évêque de Lausanne[13].

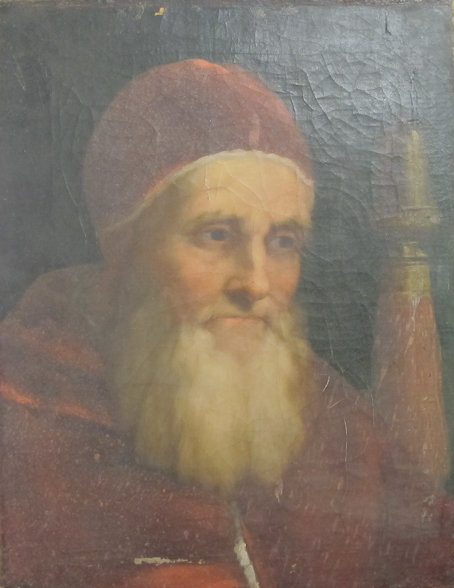
Pope Julius II d'après Raphaël

- Paul III (1534-1549) eut quatre enfants illégitimes (trois fils et une fille) avec sa maîtresse Silvia Ruffini, après sa nomination comme cardinal-diacre de Santi Cosma e Damiano[14]. Il cessa toute relation avec elle aux alentours de 1513, et aucune source ne fait mention de relations sexuelles durant son pontificat. Selon certaines sources, Paul III aurait souhaité entrer dans les ordres afin de pouvoir continuer à mener un train de vie fastueux. Il fit de son fils Pierre-Louis Farnèse le premier duc de Parme et Plaisance[15],[16]. Ce dernier participa au sac de Rome de 1527.
- Grégoire XIII (1572-1585) reçut la tonsure ecclésiastique à Bologne en juin 1539, mais eut peu après une relation amoureuse avec Maddalena Fulchini. Un fils, Giacomo Boncompagni, naquit de cette union en 1548, soit neuf ans après son ordination sacerdotale[17]. Giacomo demeura illégitime mais son père le fit néanmoins gonfalonier de l'Église, et gouverneur du château Saint-Ange à Rome ainsi que de la ville de Fermo (dans les Marches)[17].

## Papes ayant eu des relations sexuelles pendant leur pontificat
- Alexandre VI (1492-1503) eut une longue relation amoureuse avec Vannozza Cattanei alors qu'il était prêtre. Membre de la famille Borgia, il eut quatre enfants avec elle : les princes César, Giovanni, Geoffroi, et la mécène Lucrèce Borgia. Quelques années plus tard, il fréquente Giulia Farnèse, la sœur du pape Paul III, qui donne naissance à une fille nommée Laura alors qu'Alexandre a plus de soixante ans et est déjà pape[18]. Il eut au moins sept enfants, et peut-être jusqu'à dix en tout. Habile stratège, il protégea les intérêts de sa famille en utilisant sa descendance pour créer des alliances avec d'autres familles influentes. Il accorda à Giovanni le titre de Capitaine général de l'Église, et fit de César un cardinal. Enfin, il les plaça chacun à la tête d'un duché indépendant composé d'une portion du territoire des États pontificaux[19].

## Papes accusés d'avoir eu des relations sexuelles par leurs opposants

### Relations hétérosexuelles
- Sergius IIISerge III (904–911) fut accusé par ses détracteurs d'être le père du pape Jean XI (931-936), fils qu'il aurait eu de Marozie Ire, une noble romaine[20]. L'évêque lombard Liutprand de Crémone formule ces accusations dans son Antapodosis[21], qui figurent également dans le Liber Pontificalis[22],[23],[24]. Toutefois, le chroniqueur Flodoard de Reims (vers 894-966) estime que Jean XI était le frère d'Albéric II, fils de Marozia et son mari Albéric Ier, duc de Spolète. Par conséquent, le pape Jean XI serait également leur fils, et non celui de Serge III. L'historien Bertrand Fauvarque accrédite cette deuxième hypothèse, rappelant que les sources contemporaines sont peu fiables, Liutprand étant « enclin à l'exagération » et les autres mentions de cette paternité provenant de textes satiriques écrits par les partisans du pape Formose[25].

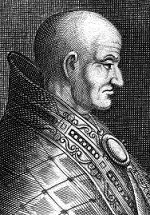
Sergius III

- Jean X (914–928) est accusé par Liutprand de Crémone d'avoir eu une liaison amoureuse avec l'aristocrate romaine Théodora Ire, que Liutprand qualifie de « prostituée éhontée », ainsi qu'avec sa fille Marozie[21],[26].

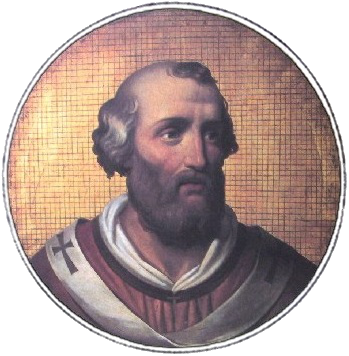
Le pape Jean XII, accusé de luxure et d'inceste. Selon Liutprand de Crémone, il aurait « transformé le palais sacré en bordel » et serait mort en pleine débauche.

- Le pape Jean XII, accusé de luxure et d'inceste. Selon Liutprand de Crémone, il aurait « transformé le palais sacré en bordel » et serait mort en pleine débauche.Jean XII (955-963) : en lutte avec l'empereur Otton, celui-ci convoque un synode qui accuse Jean XII de luxure et d'inceste[27],[28]. Un moine, Benoît de l'abbaye de Saint André du mont Soracte, indique dans le volume XXXV de ses Annales qu'« il aimait avoir auprès de lui toute une collection de femmes »[29]. Liutprand de Crémone, dans son Histoire d'Otton, s'exprime sur le pape en ces termes « Pour ce qui est du sacrilège, pas besoin de demander, dirent-ils, car nous aurions pu en savoir davantage de nos yeux que de nos oreilles. Quant à l’adultère, ils dirent ne pas l’avoir vu de leurs yeux, mais savoir avec la plus grande certitude qu’il avait abusé de la veuve de Rainier et de Stéphanie, la concubine de son père, et de la veuve Anna aussi bien que de sa nièce, et qu’il avait fait du saint palais un lupanar et un bordel. »[30]. Certaines sources [Lesquelles ?] affirment qu'il serait mort huit jours après avoir connu une soudaine crise de paralysie en pleine débauche[27]. D'autres chroniqueurs [Qui ?] affirment qu'il fut tué par un mari jaloux alors qu'il était en plein acte sexuel[31],[32],[33].

### Relations homosexuelles
- Benedictus nonus (Liber Chronicarum)Benoît IX (1032-1044, puis en 1045, et de 1047 à 1048) fut accusé d'immoralité et de luxure par de nombreux témoignages. Benno, évêque de Plaisance, l'accusa de « nombreux adultères »[34]. Dans le troisième tome de ses Dialogues, le pape Victor III (1086-1087) le peint comme l'un des pires souverains pontifes ayant existé : il déclare qu'il « se consacrait au plaisir et était beaucoup plus enclin à vivre comme épicurien que comme un pontife » et fait allusion au fait qu'il a commis « des viols... et d'autres actes terribles »[35]. Saint Bonizône, évêque de Sutri, dit qu'il avait l’habitude de commettre de « lâches adultères et des homicides ». La Catholic Encyclopedia le décrit par exemple comme « un malheur pour la chaire de saint Pierre »[36], et Ferdinand Gregorovius écrit que c’est avec Benoît IX que la papauté atteint le sommet de la décadence morale : « il menait tranquillement au Latran la vie d’un sultan oriental »[37]. Enfin, sa vie dissolue inspira à Saint Pierre Damien (1007-1072) un ouvrage sur la sexualité hors mariage et l'homosexualité, le Liber Gomorrhianus. Ce dernier l'accuse de pratiquer la sodomie, la bestialité et d'organiser des orgies : « pataugeant dans l'immoralité, un diable venu de l'Enfer déguisé en prêtre, [...] un apôtre de l'Antéchrist, honte de l'humanité »[38]. En mai 1045, Benoît IX s'est démis de ses fonctions pour se marier[39].

Benedictus nonus (Liber Chronicarum)

- Paul II (1464–1471) serait mort d'une indigestion due à des excès de melon[40],[41], mais une rumeur propagée par ses détracteurs veut qu'il mourût en pleine débauche avec des hommes[42].
- Le pape Sixte IV (1471–1484), accusé de pédérastie. Il aurait distribué des offices en échange de faveurs sexuelles et nommé cardinaux plusieurs jeunes hommes réputés pour leur beauté. Il aurait également autorisé la sodomie durant les mois d'été.Sixte IV (1471–1484) aurait été connu pour être un pédéraste. Selon l'historien italien Stefano Infessura, dans son ouvrage Journal de la ville de Rome, Sixte « aimait les jeunes garçons et les sodomites »[43]. Il accordait des largesses et nommait des évêques en échange de faveurs sexuelles[43]. Ainsi, il créa cardinaux de nombreux jeunes hommes, célébrés alors pour leur beauté[43],[44]. Parmi eux, son neveu Raphaël Riario, nommé cardinal à l'âge de dix-sept ans et accusé d'être son amant[45]. Toutefois, Infessura était proche de la famille Colonna et ne peut donc être considéré comme une source impartiale[46]. En outre, l'historien et inquisiteur espagnol Juan Antonio Llorente rapporte qu'il autorisa la sodomie durant les mois d'été à cause « de l'ardeur brûlante que provoque cette saison »[47].

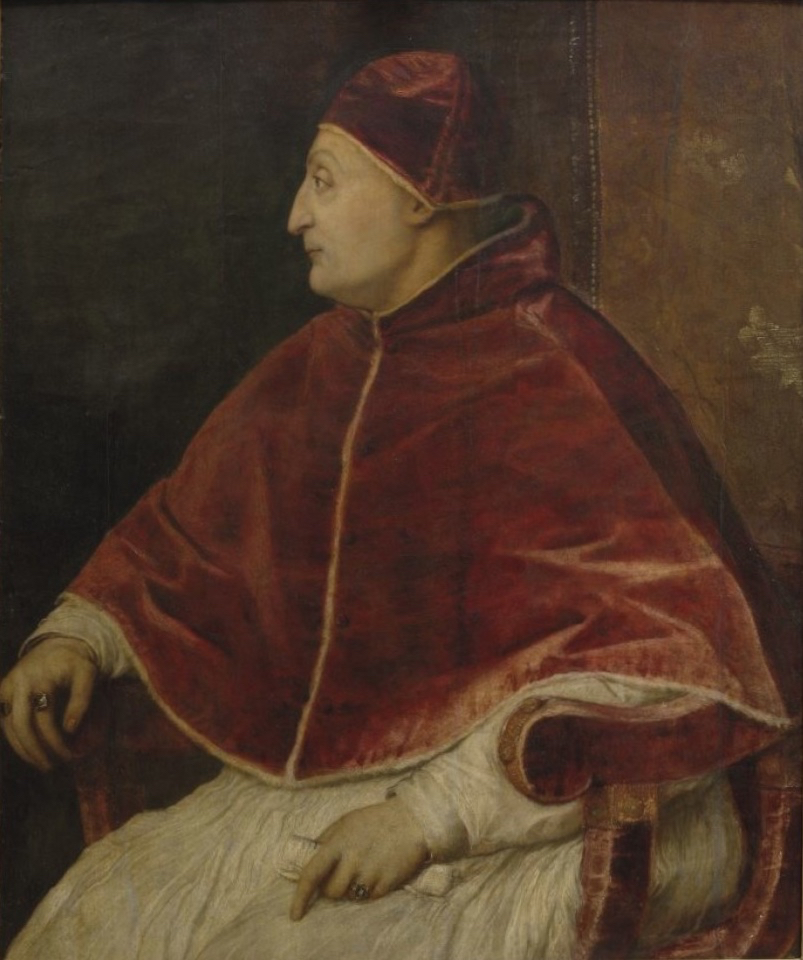
Le pape Sixte IV (1471–1484), accusé de pédérastie. Il aurait distribué des offices en échange de faveurs sexuelles et nommé cardinaux plusieurs jeunes hommes réputés pour leur beauté. Il aurait également autorisé la sodomie durant les mois d'été.

- Jules II (1503-1513). En plus d'avoir eu trois filles illégitimes alors qu'il était évêque, le pape Jules II fut également accusé d'homosexualité par ses détracteurs. Le Cinquième concile du Latran (1511), où des cardinaux conspirèrent pour tenter de le déposer, l'accusa d'être « un sodomite couvert de tares honteuses »[48].
- Léon X (1513–1521) aurait également été homosexuel, selon plusieurs sources d'époque et des historiens contemporains. Son gouverneur, Francesco Guicciardini, écrit : « Au début de son pontificat, la plupart des gens le considéraient comme très chaste ; cependant, on découvrit par la suite qu'il s'adonnait avec excès — et chaque jour de manière de plus en plus honteuse — à ce type de plaisirs, que l'on ne peut nommer pour que l'honneur soit sauf »[49]. Les historiens de la papauté déclarèrent qu'il avait des « vices contre nature »[50]. Certaines sources rapportent que le comte Ludovico Rangone et le gentilhomme Galeotto I Malatesta auraient été au nombre de ses amants, et que des pasquinades postées dans Rome auraient diffusé l'information[51]. Enfin, il eut un penchant amoureux pour le jeune Marcantonio Flaminio, dont il finança l'éducation[52].
- Jules III (1550–1555) aurait eu une longue relation amoureuse avec le cardinal Innocenzo Ciocchi del Monte. L'ambassadeur de Venise rapporta que ce dernier partageait le lit du pape[53].

## Pour approfondir